# انکاد
انکاد (به اسپانیایی: Ancud) یک سکونتگاه مسکونی در شیلی است که در Chiloé Province واقع شده‌است.

## خصوصیات
انکاد ۱٬۲۵۲٫۴ کیلومترمربع مساحت و ۳۹٬۹۴۶ نفر جمعیت دارد و ۰ متر بالاتر از سطح دریا واقع شده‌است.

## نگارخانه

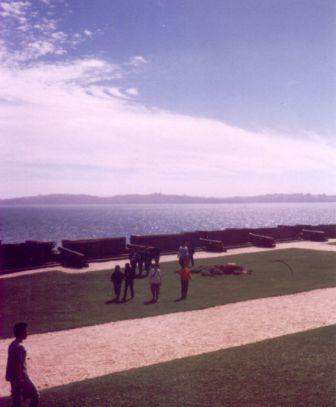
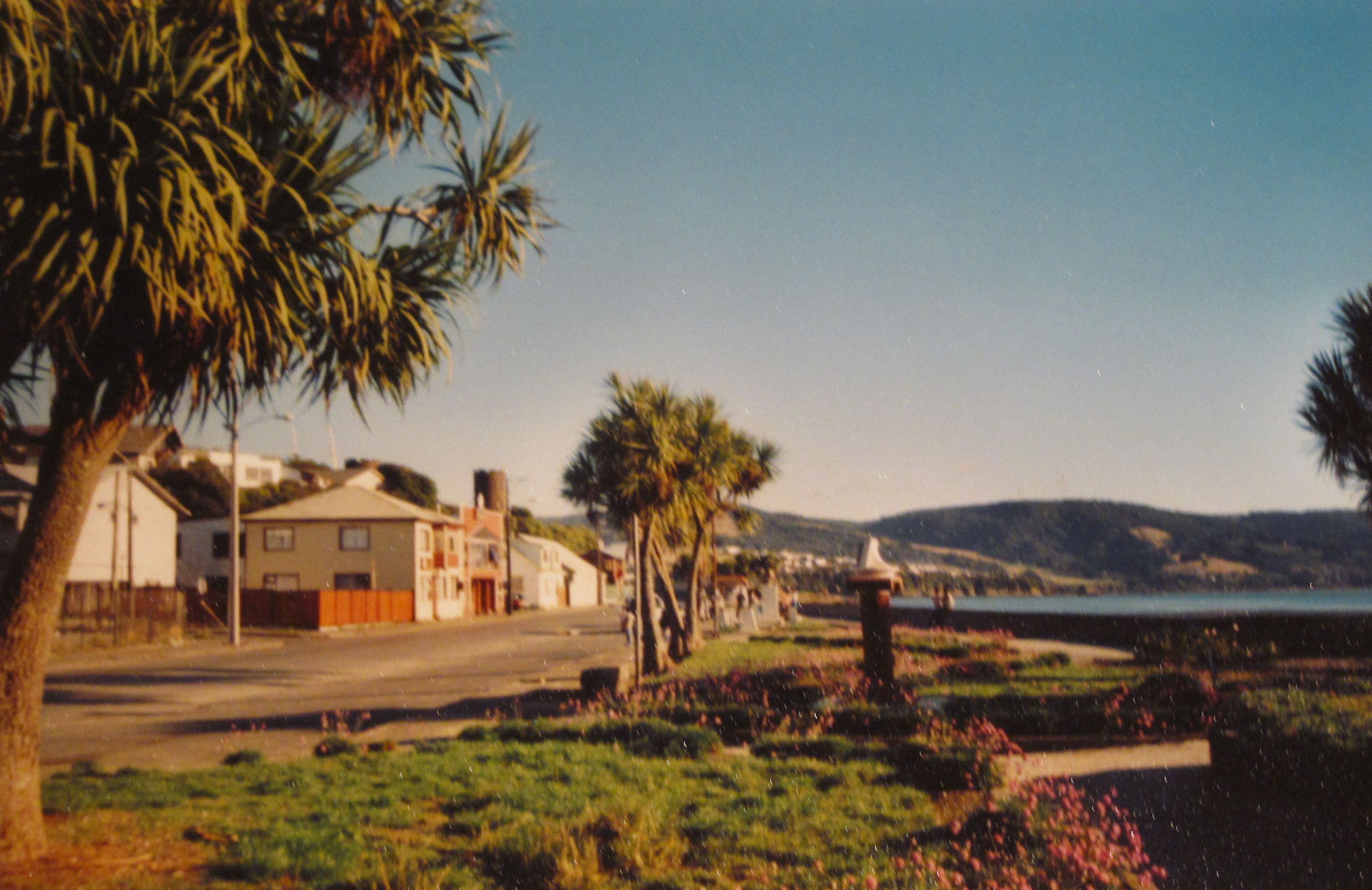
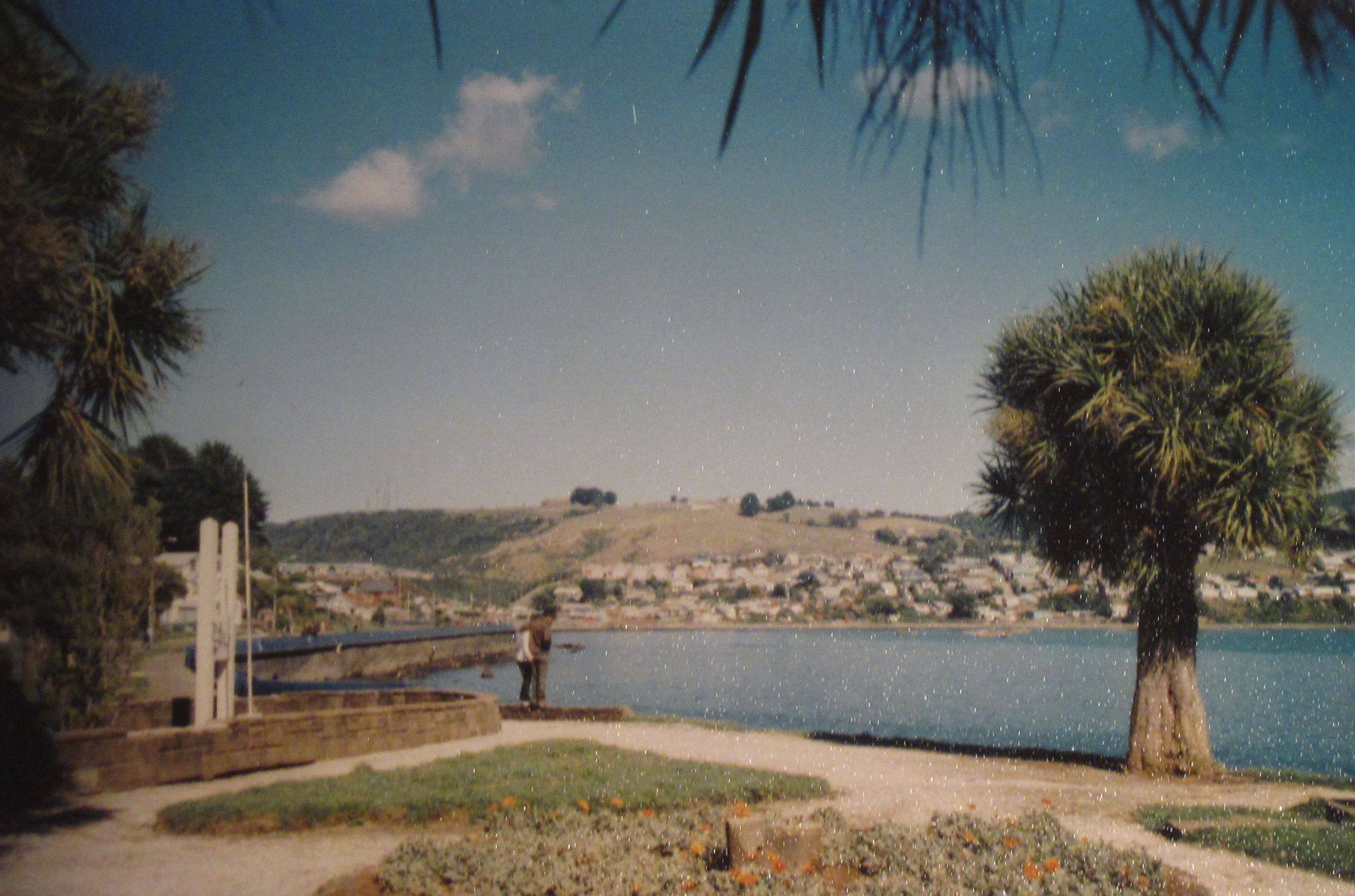
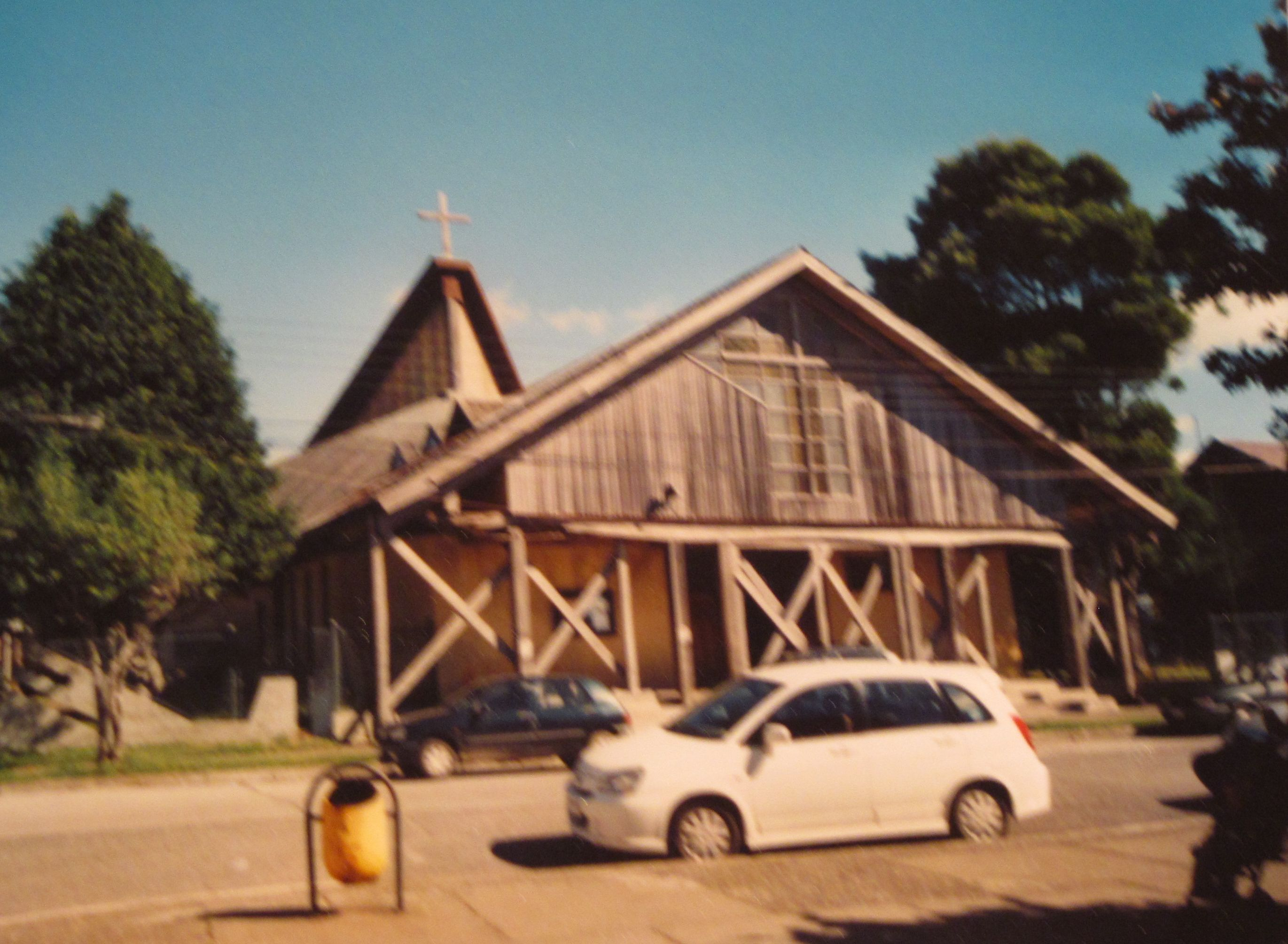
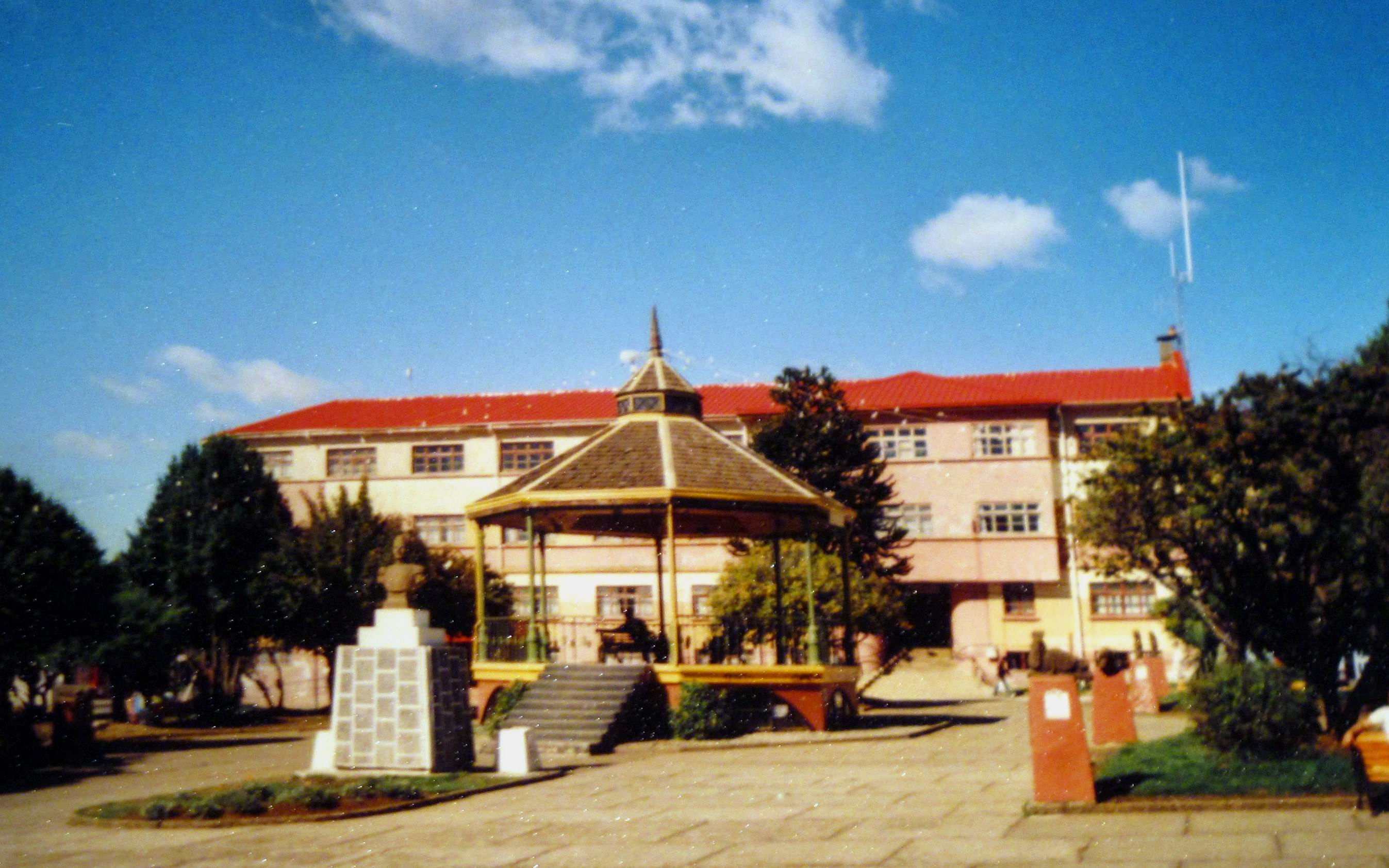
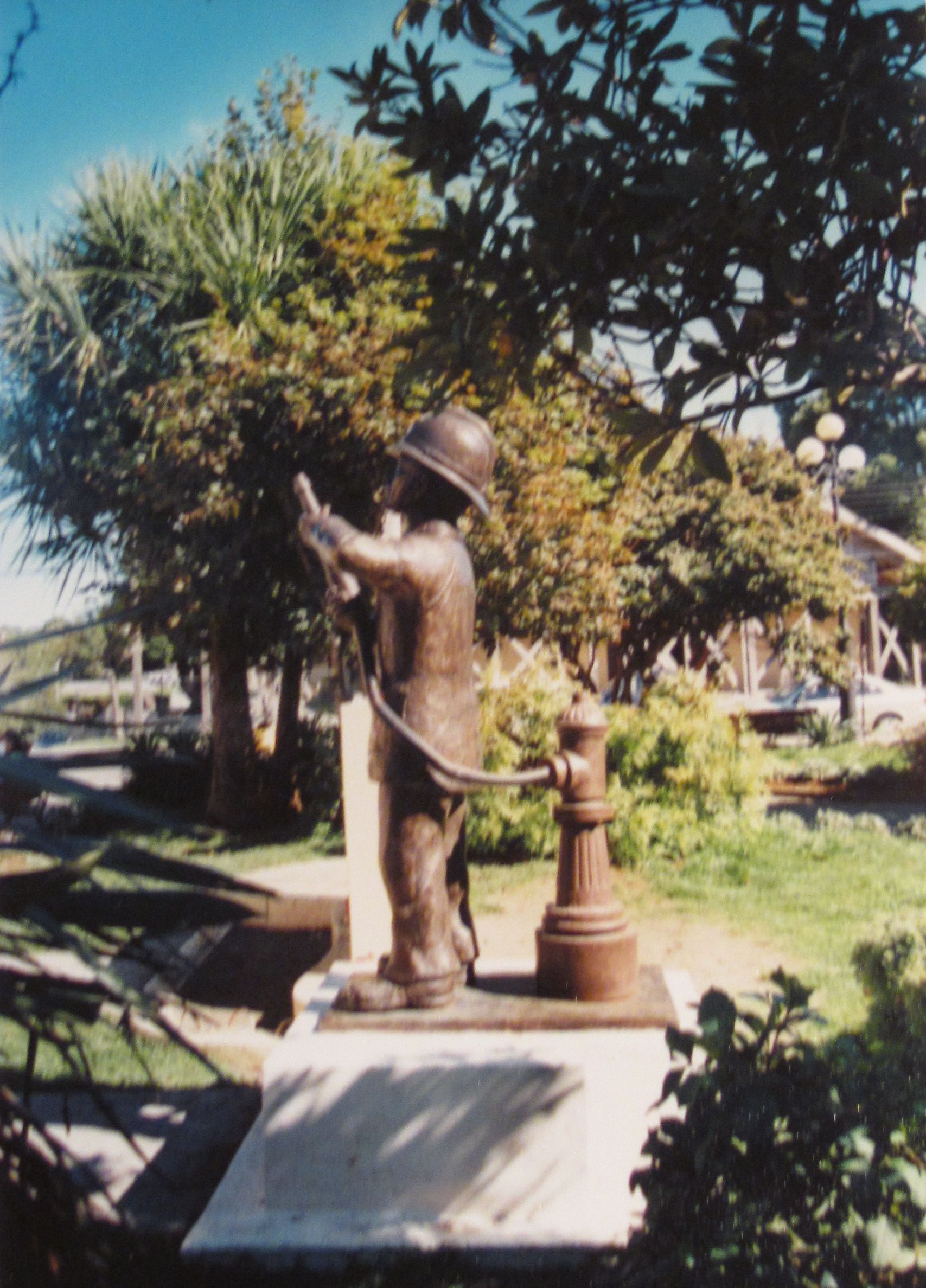